# Fanny Alger
Fanny Alger byla pravděpodobně první plurální manželkou (tedy druhou skutečnou manželkou) mormonského zakladatele Josepha Smithe. Panují debaty o tom, zda byla jeho plurální manželkou či pouze milenkou.

## Manželství s Josephem Smithem

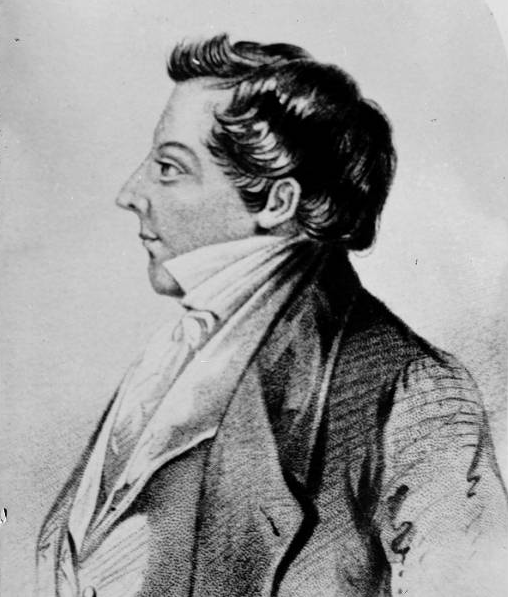
Mormonský prorok Joseph Smith

Benjamin Johnson, blízký přítel Josepha Smitha, popsal Fanny jako „velice milou dívku... Všem se líbila krása jejího charakteru.“ Je obecně považována za první plurální manželku Josepha Smitha. I když pro to neexistují přímé doklady, svatba Fanny a Josefa se s největší pravděpodobností konala v Kirtlandu ve státě Ohio někdy v letech 1831–33, bylo jí tedy tehdy 14–16 let.

### Původní manželka Emma
V té době Fanny žila v domově Smithů, kde pomáhala Josephově právoplatné manželce Emmě s domácími pracemi a dětmi. Přišla tam na žádost samotného Smithe, jenž znal dívčinu původní rodinu, a navenek byla vydávána za adoptivní dceru. Emmě bylo vysvětleno, že dívka byla přizvána, aby jí pomáhala v domácnosti. Ann Eliza Webb na to vzpomínala takto: „Pan Smith měl adoptovanou dceru, velmi pěknou, příjemnou mladou dívku, okolo sedmnácti let.“
Smith před Emmou své první plurální manželství tajil. Chauncey Webb později vzpomínal na to, jak Emma později odhalila vztah Josepha a Fanny:  „Emma zuřila a vyhnala tu dívku, neschopnou zakrýt svůj vztah s prorokem, ze svého domu“. Ann Eliza zase vzpomínala:  „... bylo cítit, že [Emma] jistě musela mít nějaký dobrý důvod pro své jednání. V průběhu času se stále více stupňovaly pomluvy a klevetění, že vztah Josepha Smithe s jeho adoptivní dcerou nevypadá na běžný vztah otce a dcery. Emma začala pátrat po skutečnosti a když skutečnost objevila, okamžitě přijala opatření, aby byla dívka umístěna mimo dosah jejího muže."
Po vyhnání z domu Smithových byla Fanny přinucena krátce žít v domě Josephovy matky Lucy Mac Smithové. Poté odjela za svou původní rodinou. Po útěku rodiny Algerových v roce 1837 z Kirtlandu si našla mladého muže a vdala se i za něj. Smithe už do jeho smrti nikdy nespatřila a svůj život dožila se svými dětmi v Indianě.